# 楊林 (水滸伝)

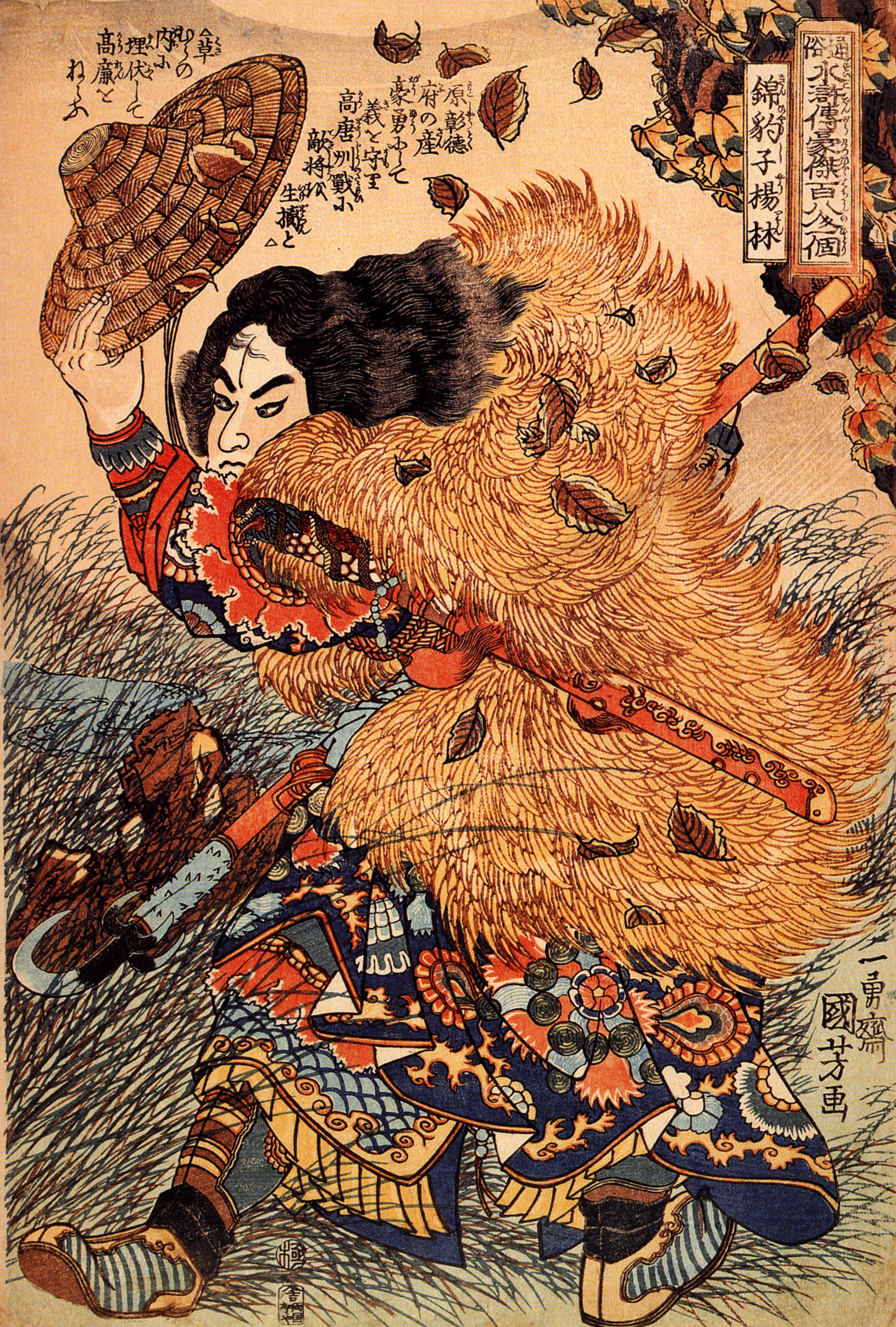
歌川国芳「通俗水滸伝豪傑百八人之一個・錦豹子楊林」

楊 林（よう　りん）は、中国の小説で四大奇書の一つである『水滸伝』の登場人物。
梁山泊第五十一位の好漢で、地暗星の生まれ変わり。背が高く、大きく精悍な顔立ち、恵まれた体格と風体の良い男だったため錦豹子（きんぴょうし）と渾名された。筆管槍（ひっかんそう）という柄が空洞になっているの鉄槍の使い手。流れ者の盗賊であり、各地の情報に通じており、また社交的な性格で顔が広く、鄧飛、鄒淵等各地の好漢と交流があり、その性格と人脈は梁山泊の戦力強化に大いに役立った。また楊林自身も器用な男であり、戦闘から変装、潜入、使い走りまで小粒ながら様々な役目をこなし、かなり頻繁に働いている。また敵の捕虜になる、敵陣に孤立する、疫病にかかるなど度々命の危険に見舞われるが、その度に生還を果たす強運の持ち主でもある。

## 生涯
河南の彰徳出身で流れ者の盗賊だった。薊州にいたころ、帰郷途中の梁山泊の好漢公孫勝と出会って意気投合し、梁山泊への紹介状を書いてもらっていたが、なかなかそちらへ赴けずにいた。数か月の後、道を歩いていると、人間離れした速度でこちらに向かってくる男を見つける。これが公孫勝に聞いた、神行法の術者である梁山泊の戴宗であると直感した楊林は、これを呼び止めると果たしてその通りであった。聞けば戴宗は、里帰りしたきり一向に戻らない公孫勝を探しにやってきたとのことであった。楊林は薊州の道案内を買って出て、戴宗と義兄弟の契りを結んで、そのまま梁山泊に入れてもらうことにした。薊州では飲馬川で山賊になっていた以前組んで仕事をしていた鄧飛と再会、その仲間の裴宣、孟康ともども梁山泊の仲間に引き込むことに成功した。また州府で石秀の丈夫ぶりに感じ入り親しくなるが、結局公孫勝を見つけることはできずに、戴宗と飲馬川の3人とともに梁山泊へ向かい、そのまま正式に仲間に加わった。
楊林との縁を頼って石秀らが梁山泊にやってきたことで起きた祝家荘との抗争では、雲水に変装して道を探りに行くが、梁山泊とばれて捕らえられてしまう。しかしこれまた楊林の知人であった鄒淵が、孫立らとともに梁山泊のために祝家荘に侵入し、楊林ら捕らえられていた好漢を解き放ったため、楊林たちは大暴れして祝家荘陥落に一役買った。また、続いて李家荘の李応を仲間に引き込む計略では、捕り方の役人に化けて貢献した。続く高唐州との戦いでは、知事・高廉の妖術にかかって梁山泊軍が敗走する中、白勝とともに盲滅法に射た矢が高廉の肩に命中し、敵の追撃を退け、しばらくの間寄せ手を封じる殊勲を挙げた。呼延灼が梁山泊に攻め寄せてきた際は、歩兵を率いて迎え撃ち、青州攻めや続く第一次曾頭市攻めにも参加した。晁蓋死後に石勇、段景住らとともに北方に馬を買い付けに行くが、曾頭市の郁保四にこれを奪われてしまい、これが第二次曾頭市攻めのきっかけとなった。
百八星集結後は、騎兵小彪将十六員の15位となり、騎兵としては主に楊志の副将として活動する。高俅が攻め寄せてきたときには、水夫に変装して敵の戦艦に潜入、大将の一人である丘岳を討ち取った。朝廷に帰順した後も、城攻めや埋伏としての潜入、敵の首級を挙げたるなど活躍する。方臘との戦いでも活躍を続けるが、杭州で流行した疫病に罹患、以降、乱の終結まで寝込んでしまう。この病に罹患した他の頭領はみな落命してしまうが、楊林だけが快方に向かい、看病のために居残っていた穆春とともに、方臘を討って凱旋する梁山泊に合流し、事の次第を報告した。都に戻った楊林は、他の頭領同様に官爵を授かるが、これを辞退、裴宣とともに飲馬川に隠棲し、のどかな余生を送った。